# カール・アダムス (野球)
カール・タットワイラー・アダムス（英: Karl Tutwiler Adams、1891年8月11日 – 1967年9月17日
）はアメリカの右利きのメジャーリーグベースボール投手。 愛称は Rebel 。ナショナルリーグにおいて、1914年にシンシナティ・レッズ、1915年にシカゴ・カブスで出場し、経歴が短いながらも9敗1勝を記録した。
ジョージア州コロンバスに生まれ、27年間住んだワシントン州エバレットで没した。第一次世界大戦の退役軍人でベテラン・オブ・フォーリン・ウォーズのOld Guard Post 2100のメンバーの一人である。野球をやめた後は、イリノイ州とケンタッキー州でゴルフ選手になった。また、the Plumber and Pipefitters Union Local 265 及び  the Port Gardner Golf Club at Everett's Municipal Golf Course の会員でもあった。